# Óscar Siquier
Óscar Siquier Costa (Palma de Mallorca, Baleares, 1 de febrero de 2006) es un jugador de baloncesto profesional español que mide 1,92 metros y juega de base. Actualmente pertenece a la plantilla del Fibwi Palma de la Primera FEB. Es hermano del también baloncestista Sergi Huguet.

## Trayectoria
Formado en el CB Sant Josep y en el  Centro de Tecnificación Deportiva de las Islas Baleares, es un base habitual en la selección balear y en las Selecciones Españolas de Formación.
En la temporada 2023-24, firma por el Basquet Ciutat d'Inca de Liga EBA, con el que disputa un total de 26 partidos con una media de 18,1 minutos por encuentro anotando 7,2 puntos capturando 1,9 rebotes y repartiendo 2,6 asistencias.
En la temporada 2024-25, firma por el Ágora Portals en Liga EBA, disputando un total de 17 partidos con una media de 19,5 minutos anotando una media de 6,9 puntos, capturando 2,1 rebotes y repartiendo 1,5 asistencias. 
En 2025, forma parte de la NBA  Academy de Latinoamérica siendo el primer jugador español becado por la academia de la mejor liga del mundo, en la que disputa un total de seis partidos en los que anota una media de 12.86 puntos por encuentro, capturando 4,58 rebotes y repartiendo 3,43 asistencias por partido.
El 1 de agosto de 2025, firma con el Fibwi Palma de la Primera FEB.